# Elecciones a las Cortes de Castilla y León
Las elecciones a las Cortes de Castilla y León son las elecciones autonómicas en las que los ciudadanos de Castilla y León eligen a los miembros de las Cortes de Castilla y León. Estas elecciones se celebran cada cuatro años o antes si así lo decide el presidente de Castilla y León. Las Cortes de Castilla y León están formadas por ochenta y un procuradores. Las últimas elecciones a las Cortes de Castilla y León se celebraron el 13 de febrero de 2022. Las próximas elecciones a las Cortes de Castilla y León se celebrarán el domingo 15 de marzo de 2026, o antes si así lo decide el presidente de Castilla y León.

## Convocatoria
Las elecciones autonómicas son convocadas por el presidente de Castilla y León. Hasta 2019, siempre habían coincidido con las elecciones municipales y las elecciones autonómicas de la mayoría de comunidades autónomas de España, pero desde las elecciones de 2022 ya no es así. Desde la reforma del Estatuto de autonomía de 2007, el presidente de Castilla y León puede disolver de forma anticipada las Cortes y convocar elecciones. No obstante, no puede disolver las Cortes de forma anticipada durante el primer período de sesiones de la legislatura, ni durante el primer año desde la última disolución anticipada, ni durante la tramitación de una moción de censura. Las nuevas Cortes no están limitadas por el término natural de la legislatura original, sino que disponen de una nueva legislatura completa de cuatro años. Únicamente se han adelantado elecciones una vez, en 2022.

## Sistema electoral

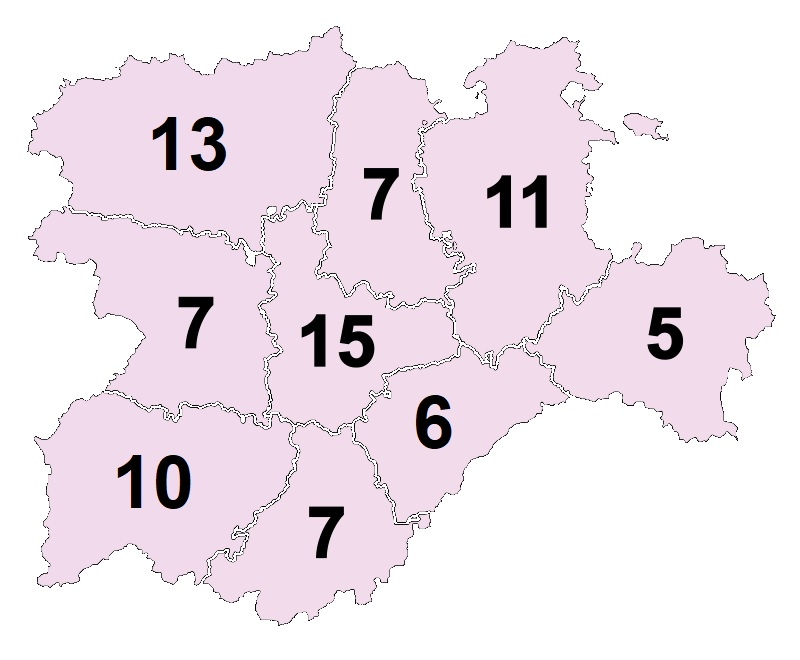
Diputados por circunscripción (2022)

El Estatuto de Autonomía de Castilla y León de 2007 establece que los miembros de las Cortes de Castilla y León son elegidos mediante sufragio universal, libre, igual, directo y secreto. Su composición actual es de ochenta y un procuradores. Los procuradores se eligen mediante escrutinio proporcional plurinominal con listas cerradas.
Las circunscripciones electorales de las Cortes de Castilla y León se corresponden con las nueve provincias de Castilla y León. A cada una de las nueve provincias le corresponde un mínimo inicial de 3 procuradores y uno más por cada 45.000 habitantes o fracción superior a 22.500 habitantes. Así, en las elecciones de 2019 el reparto de escaños fue el siguiente: Valladolid, 15 procuradores; León, 13; Burgos, 11; Salamanca, 10; Palencia, Ávila y Zamora, 7 cada una; Segovia, 6; y Soria, 5. La asignación de escaños a las listas electorales en cada circunscripción se realiza mediante el sistema D'Hondt. La barrera electoral es del 3% de los votos válidos de la circunscripción.
Desde la reforma de la LOREG de 2007 en las elecciones autonómicas de todas las comunidades autónomas las candidaturas deben presentar listas electorales con una composición equilibrada de hombres y mujeres, de forma que cada sexo suponga al menos el 40% de la lista. Esta reforma fue recurrida por el Grupo Parlamentario Popular del Congreso de los Diputados ante el Tribunal Constitucional, que en 2008 concluyó que la reforma sí era constitucional.

## Elecciones
Desde la constitución de la comunidad autónoma de Castilla y León, de su órgano de gobierno, la Junta de Castilla y León y de sus Cortes, en 1983, se han realizado diez elecciones a las Cortes de Castilla y León. Casi todas ellas han sido ganadas por el PP, excepto las de 1983 y 2019, en las que ganó el PSOE. Hasta la X Legislatura, gobernó el partido más votado en las elecciones, cambiando esta situación en la XI Legislatura, no alcanzando el PSOE el gobierno por el acuerdo entre PP y Ciudadanos.
| Progresión de procuradores a las Cortes de Castilla y León |                                                          |       |      |      |      |      |      |      |      |      |      |      |
| Partido                                                    | Partido                                                  | 1983  | 1987 | 1991 | 1995 | 1999 | 2003 | 2007 | 2011 | 2015 | 2019 | 2022 |
|                                                            | Partido Popular (PP)                                     | 39    | 32   | 43   | 50   | 48   | 48   | 48   | 53   | 42   | 29   | 31   |
|                                                            | Partido Socialista Obrero Español (PSOE)                 | 42    | 32   | 35   | 27   | 30   | 32   | 33   | 29   | 25   | 35   | 28   |
|                                                            | Centro Democrático y Social (CDS)                        | 2     | 18   | 5    |      |      |      |      |      |      |      |      |
|                                                            | Ciudadanos-Partido de la Ciudadanía (Cs)                 |       |      |      |      |      |      |      |      | 5    | 12   | 1    |
|                                                            | Unión del Pueblo Leonés (UPL)                            |       |      |      | 2    | 3    | 2    | 2    | 1    | 1    | 1    | 3    |
|                                                            | Vox (VOX)                                                |       |      |      |      |      |      |      |      |      | 1    | 13   |
|                                                            | Podemos                                                  |       |      |      |      |      |      |      |      | 10   | 2    | 1    |
|                                                            | Izquierda Unida (IU)                                     |       |      | 1    | 5    | 1    |      |      | 1    | 1    |      |      |
|                                                            | Soria ¡Ya! (SY)                                          |       |      |      |      |      |      |      |      |      |      | 3    |
|                                                            | Por Ávila (XAV)                                          |       |      |      |      |      |      |      |      |      | 1    | 1    |
|                                                            | Tierra Comunera-Partido Nacionalista Castellano (TC-PNC) |       |      |      |      | 1    |      |      |      |      |      |      |
|                                                            | Partido Demócrata Popular (PDP)                          | [ a ] | 1    |      |      |      |      |      |      |      |      |      |
|                                                            | Solución Independiente (SI)                              |       | 1    |      |      |      |      |      |      |      |      |      |
|                                                            | Partido Demócrata Liberal (PDL)                          | 1     |      |      |      |      |      |      |      |      |      |      |